# Bezděz (okres Česká Lípa)
Bezděz (německy Schloßbösig) je obec v okrese Česká Lípa v Libereckém kraji, rozkládající se na jižním úpatí kopce Bezděz se stejnojmenným hradem. Obec leží v oblasti Máchova kraje 5,5 km jihovýchodně od Doks a je součástí mikroregionu Podralsko a Euroregionu Nisa. Žije zde 346 obyvatel. Na přelomu 12. a 13. století byla krátce městem.

## Historie
První písemná zmínka o vsi je z roku 1264, kdy byl připomínám královský villicus sídlící na dvorci, který se rozkládal v sousedství kostelíka. Fragmenty základů části dvorce se dosud nalézají asi 100 metrů západně do kostela. Villicus byl však roku 1278 nahrazen purkrabím na nově zbudovaném hradě Bezdězu, založeném králem Přemyslem Otakarem II. Ten v roce 1264 povýšil vesnici na město, ale v roce 1337 přenesl Hynek Berka z Dubé po králově svolení městská práva na nově založený Nový Bezděz, nynější Bělou pod Bezdězem. Od té doby se obec, údajně v souvislosti s nedostatkem vody, rozvíjela jen velmi pomalu. V roce 1898 byla z velké části zničena požárem.
Převážně německy mluvící vesnice byla v roce 1938 připojena jako součást Sudet k Německu. Po druhé světové válce byla většina původních obyvatel vysídlena.

## Přírodní poměry
Nad vesnicí se tyčí kopce Bezděz (606 m) s hradem Bezděz a Malý Bezděz (577 m), které byly společně zahrnuty do národní přírodní rezervace Velký a Malý Bezděz. Příroda na Malém Bezdězu byla chráněna od roku 1949. Samotná obec leží v nadmořské výšce 437 m. V severní části katastrálního území se z rozsáhlých lesů zvedá návrší Slatinné vrchy (429 m).

## Obyvatelstvo
Při sčítání lidu v roce 1921 v obci žilo 539 obyvatel (z toho 264 mužů), z nichž bylo 93 Čechoslováků, 444 Němců a dva cizinci. Kromě osmi evangelíků a dvou členů nezjišťovaných církví byli římskými katolíky. Podle sčítání lidu z roku 1930 měla vesnice 547 obyvatel: 152 Čechoslováků a 395 Němců. Většina (510 osob) se hlásila k římskokatolické církvi, ale žilo zde také jedenáct evangelíků, osm členů církve československé, dva židé, čtyři členové nezjišťovaných církví a dvanáct lidí bez vyznání.
| Rok            | 1869 | 1880 | 1890 | 1900 | 1910 | 1921 | 1930 | 1950 | 1961 | 1970 | 1980 | 1991 | 2001 | 2011 | 2021 |
| -------------- | ---- | ---- | ---- | ---- | ---- | ---- | ---- | ---- | ---- | ---- | ---- | ---- | ---- | ---- | ---- |
| Počet obyvatel | 680  | 638  | 588  | 499  | 499  | 539  | 547  | 339  | 327  | 349  | 295  | 279  | 268  | 268  | 358  |
| Počet domů     | 107  | 103  | 107  | 97   | 93   | 91   | 106  | 102  | 74   | 74   | 71   | 97   | 114  | 125  | 144  |

## Hospodářství a doprava
V obci nejsou téměř žádné pracovní příležitosti. Většina obyvatel dojíždí za prací do okolních měst. V roce 2013 byl koeficient ekologické stability území obce 3,44.
|                       | Rozloha (hektary) |
| --------------------- | ----------------- |
| Orná půda             | 430               |
| Zahrady               | 15                |
| Ovocné sady           | 3                 |
| Trvalé travní porosty | 66                |
| Lesní půda            | 1 773             |
| Vodní plochy          | 1                 |
| Zastavěné plochy      | 10                |
| Ostatní plochy        | 100               |

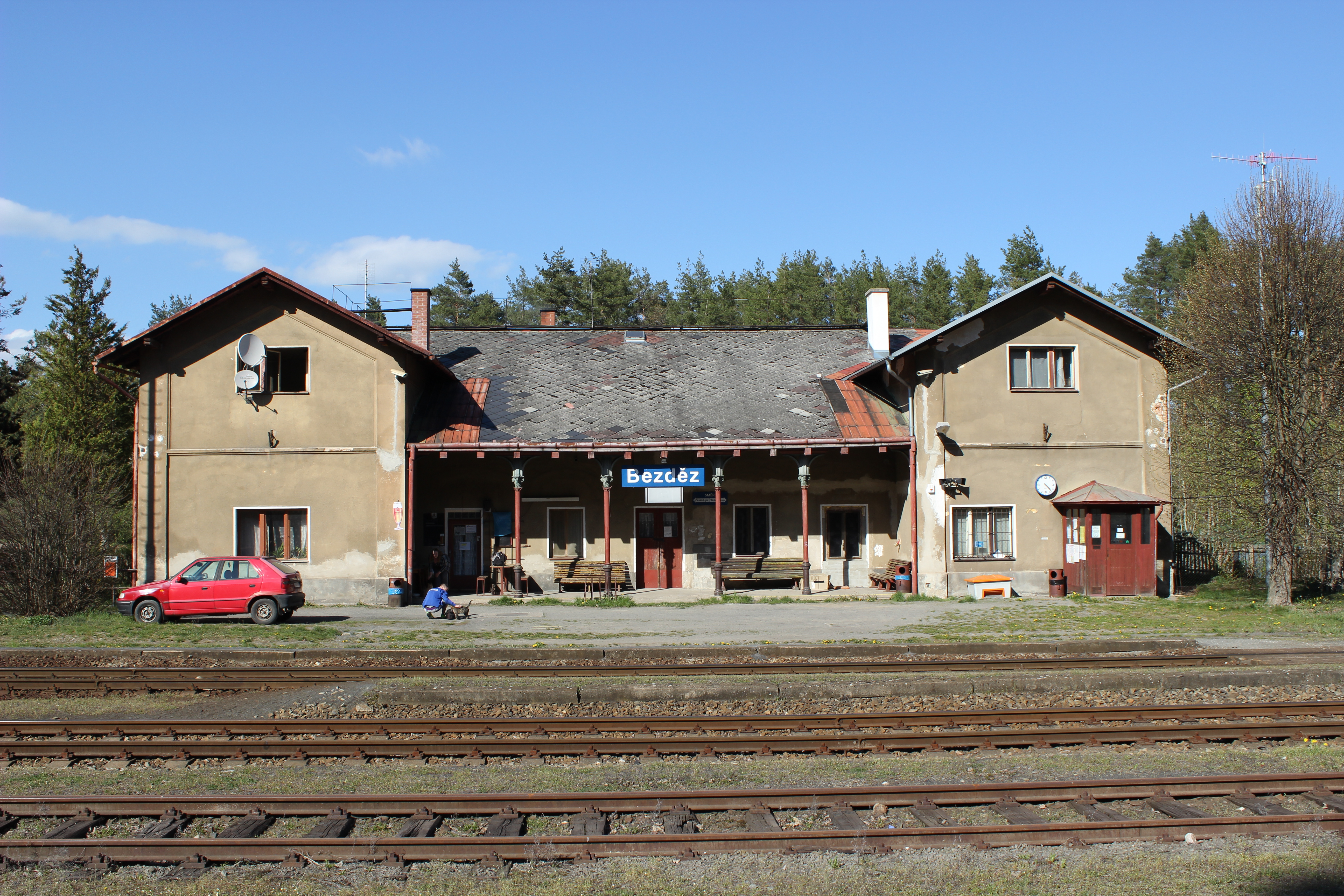
Železniční stanice Bezděz

Zhruba dva kilometry jižně od vesnice se nachází vlakové nádraží Bezděz na trati Bakov nad Jizerou – Jedlová. Do vsi z něj vede modrá turistická značka z větší části souběžně s cyklostezkou 0060. Provoz na trati byl zahájen v roce 1867. V železniční stanici Bezděz zastavují osobní vlaky na trati z České Lípy do Bakova nad Jizerou, v letním období pak vybrané rychlíky na trase Kolín–Šluknov. V pracovní dny do obce zajíždí několik autobusových spojů z České Lípy.

## Společnost
V obci byla zrušena mateřská i základní škola (na místě dnešního obecního úřadu). Většina dětí dojíždí do Doks. Obec provozuje veřejnou knihovnu. V letních měsících projede obcí padesát až sedmdesát tisíc turistů směřujících na hrad Bezděz, který je dominantou okolní krajiny zvané Máchův kraj.

## Pamětihodnosti
- Hrad Bezděz je hrad ze třetí čtvrtiny 13. století. Hradní kaple svatého Michaela představuje jeden z nejvýznamnějších příkladů raně gotické architektury na území Česka. Přístupovou cestu k hradu lemují barokní výklenkové kaple Křížové cesty.
- Kostel svatého Jiljí je původně románská stavba ze 12. století. Barokně byl přestavěn v letech 1764–1769[18]
- Fara, barokní, současná s přestavbou kostela (dnes sídlo správy hradu)
- Kříž u příjezdové silnice do vsi poblíž odbočky ze silnice I/38. Kovový kříž s korpusem Krista na kamenném podstavci; na zadní straně nápis s datací 1868.

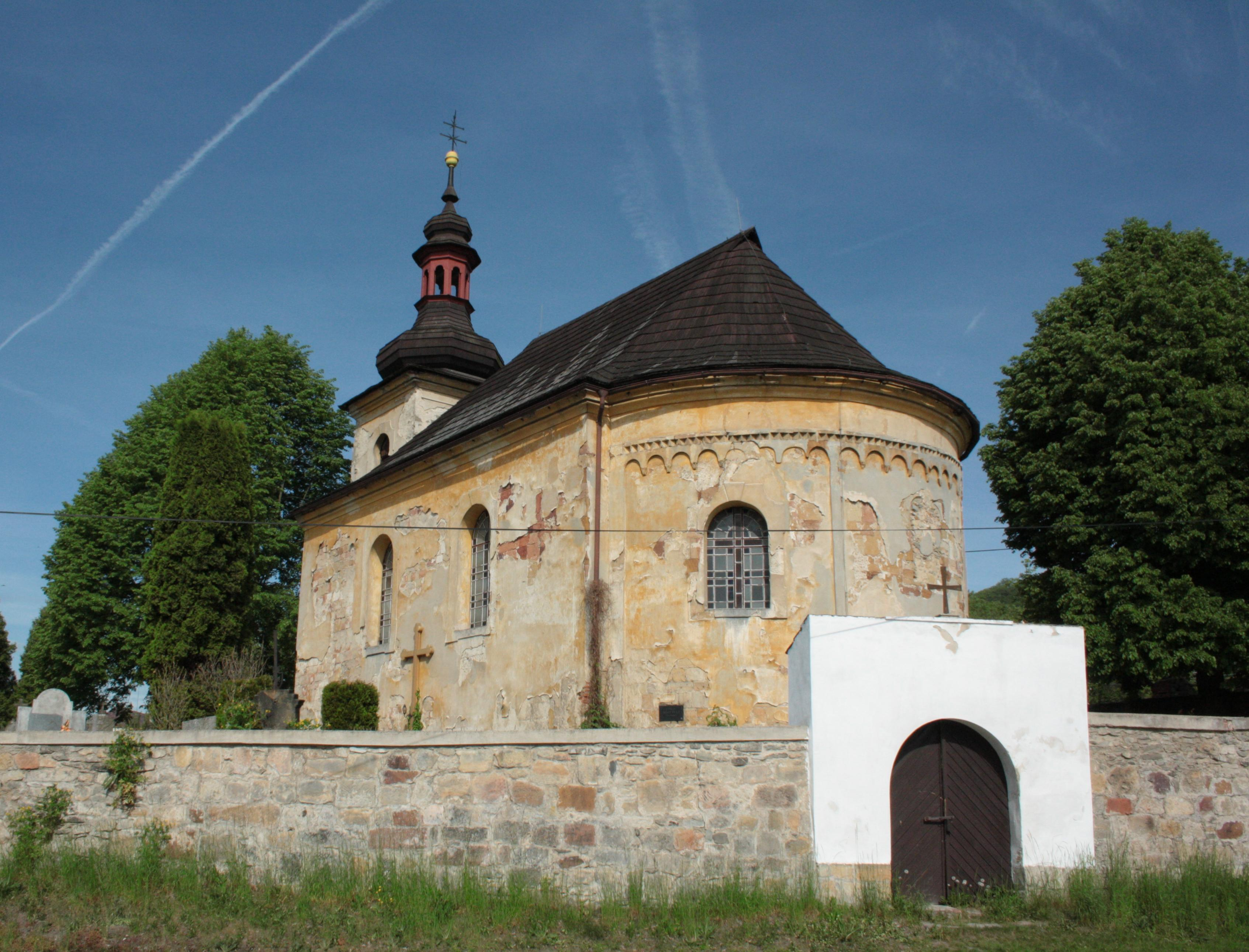
Kostel svatého Jiljí
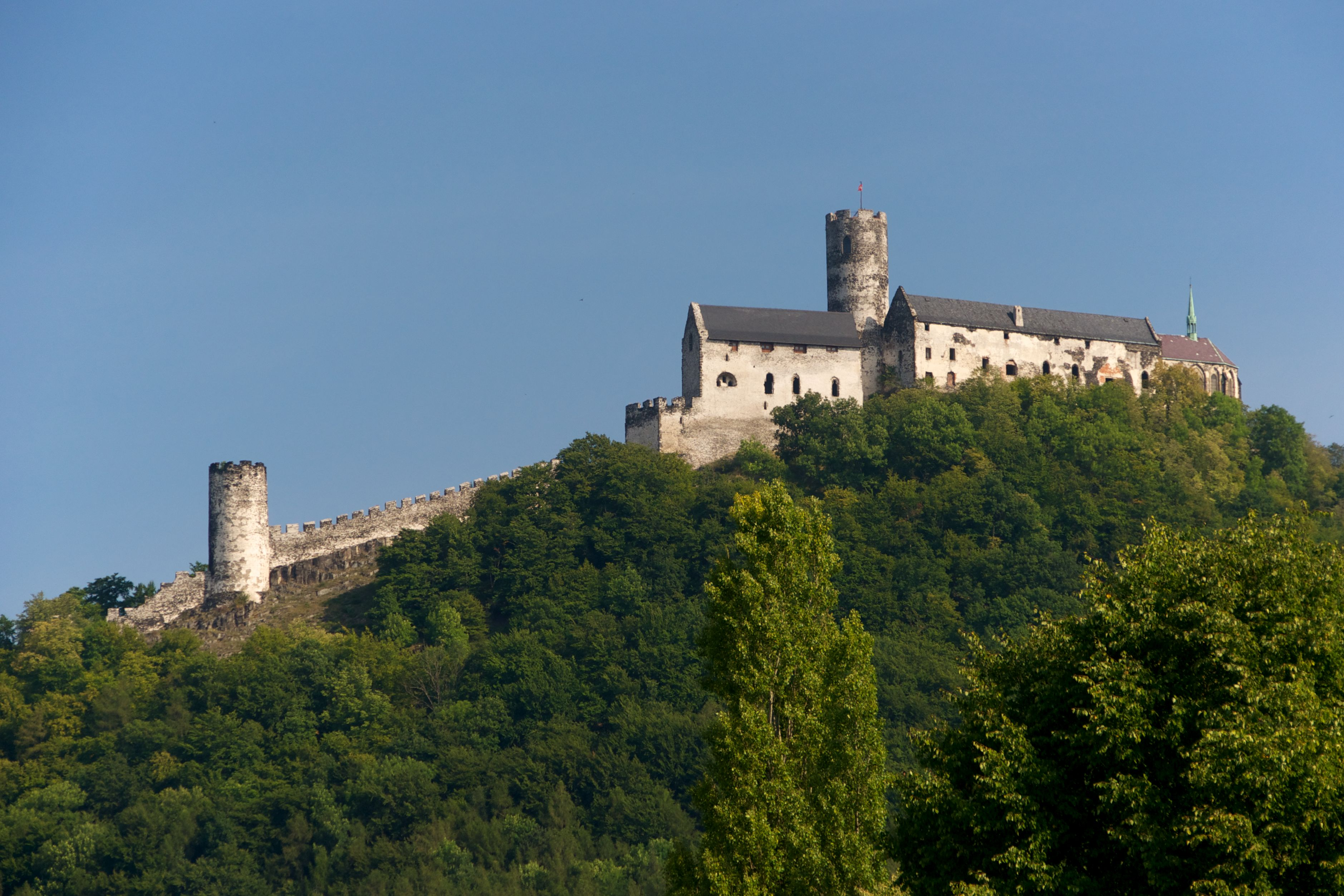
Hrad Bezděz
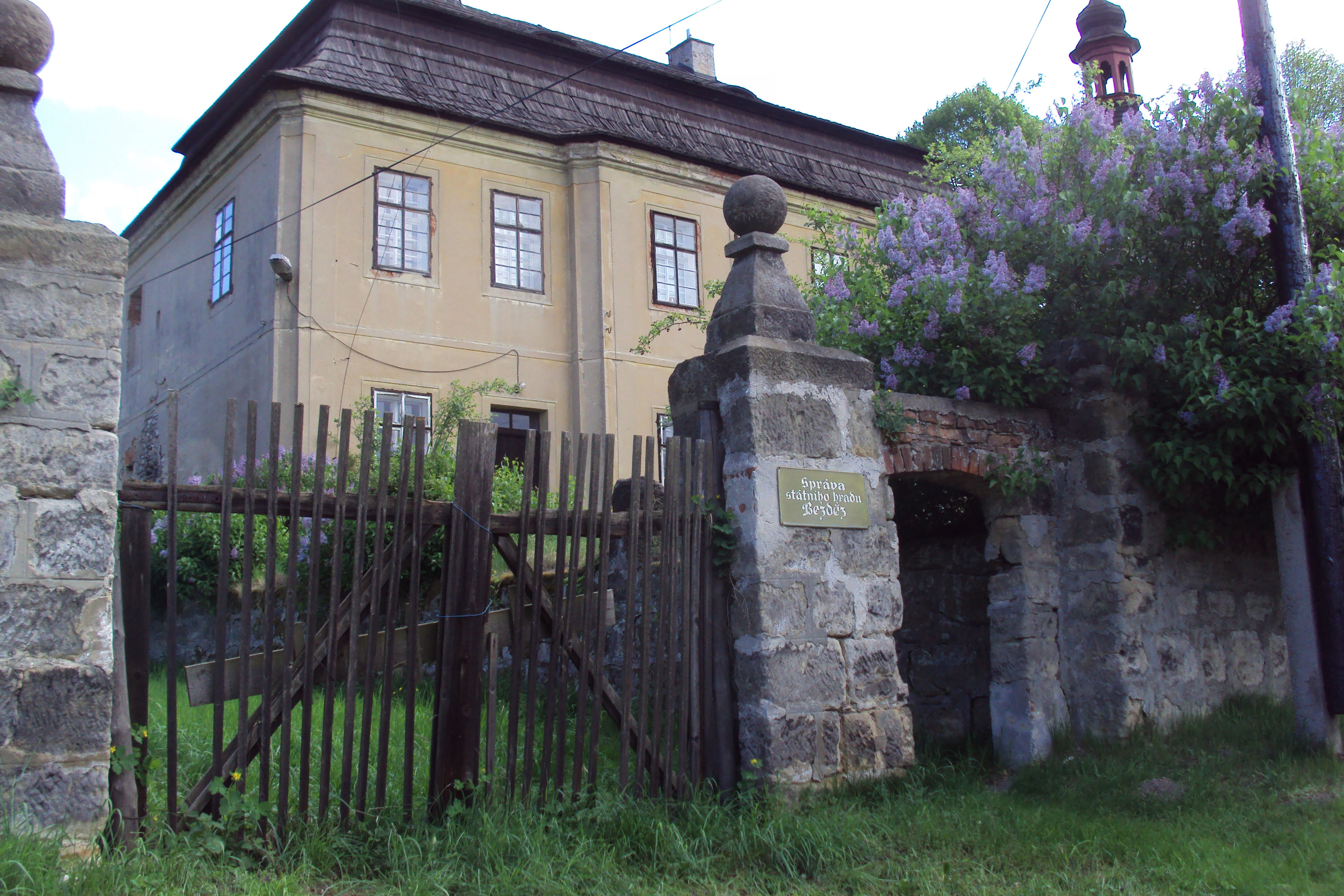
Bývalá fara
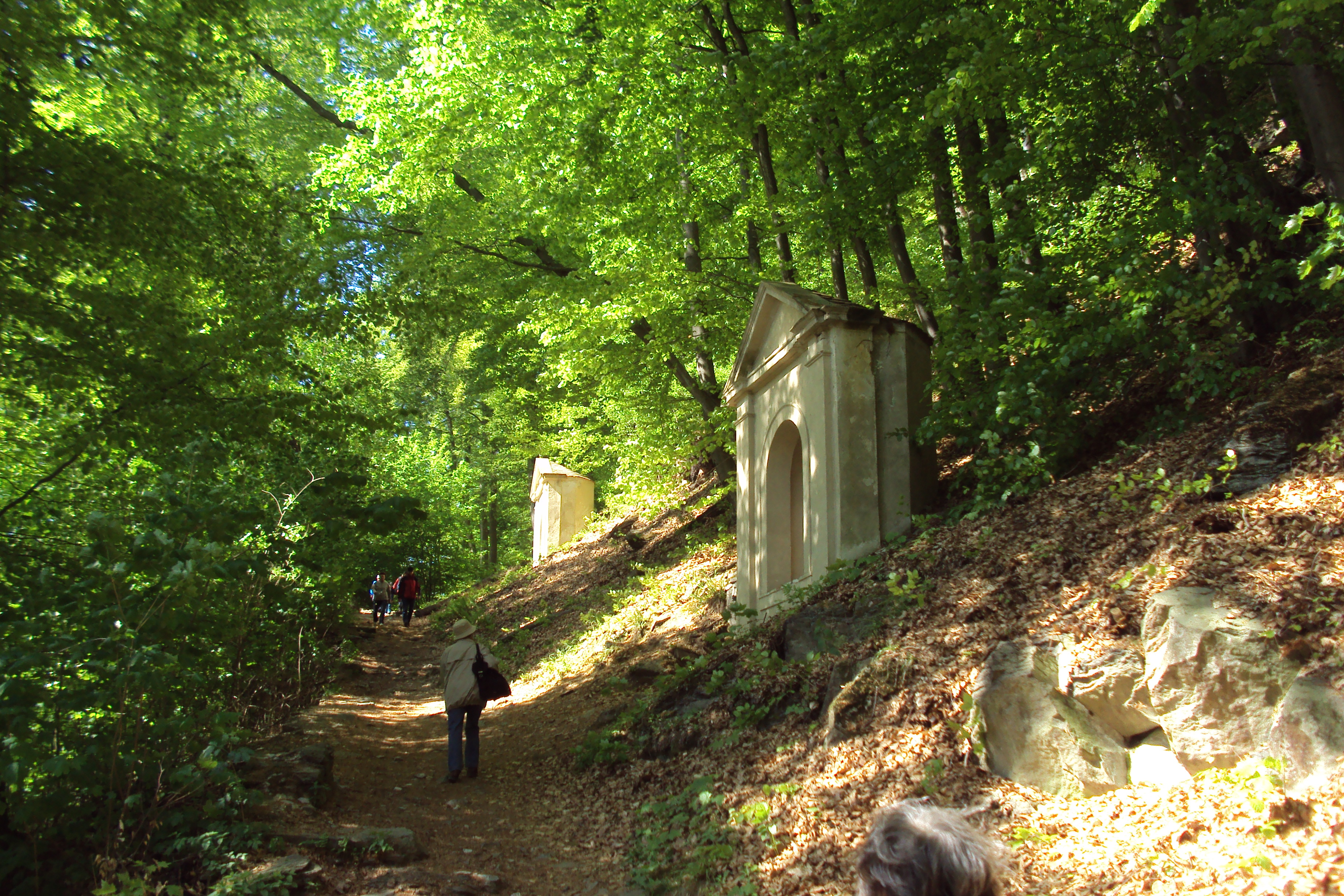
Křížová cesta